# Fabio Lucioni
Fabio Lucioni (* 25. September 1987 in Terni) ist ein italienischer Fußballspieler.
Der Verteidiger begann seine Karriere bei Ternana Calcio. Er war bei mehreren unterklassigen Vereinen, bis er 2011 vom Drittligisten Spezia Calcio verpflichtet wurde, mit dem er 2012 den Aufstieg in die Serie B schaffte. Nach der Saison wechselte Lucioni zu Reggina Calcio. 2014 ging er zu Benevento Calcio. Mit Benevento stieg Lucioni 2016 in die Serie B auf. Nur ein Jahr später stieg der Club, bei dem Lucioni die Kapitänsbinde trägt, in die Serie A auf.
Im September 2017 wurde Lucioni bei einer Dopingprobe positiv auf das Steroid Clostebol getestet. Deshalb ist er seit Oktober 2017 für ein Jahr gesperrt.